# Волас (Канзас)
Волас (енгл. Wallace) град је у америчкој савезној држави Канзас.

## Демографија
По попису из 2010. године број становника је 57, што је 10 (-14,9%) становника мање него 2000. године.
| Група             | 2000.      | 2010.       |
| Белци             | 66 (98,5%) | 57 (100,0%) |
| Афроамериканци    | 0 (0,0%)   | 0 (0,0%)    |
| Азијати           | 0 (0,0%)   | 0 (0,0%)    |
| Хиспаноамериканци | 1 (1,5%)   | 0 (0,0%)    |
| Укупно            | 67         | 57          |